# Iván Hindy
Iván Hindy (maďarsky Hindy Iván, plným jménem vitéz kishindi Hindy Iván; 28. června 1890, Budapešť – 29. srpna 1946, Budapešť) byl uherský a maďarský vojenský velitel. Od 16. října 1944 do 12. února 1945 velel 1. maďarskému armádnímu sboru. Během obléhání Budapešti Rudou armádou byl velitelem maďarských jednotek, bránících město po boku německé armády. Při pokusu o únik z obklíčení jej 11. února 1945 spolu s velitelem německých jednotek, generálem Zbraní SS Karlem Pfeffer-Wildenbruchem, Rudá armáda zajala. Po skončení druhé světové války byl odsouzen k smrti a popraven.